# Interlands Argentijns voetbalelftal 2010-2019
Deze pagina toont een gedetailleerd overzicht van de interlands die het Argentijns voetbalelftal speelt en heeft gespeeld in de periode 2010 – 2019.

## Interlands

### 2010
|                                                                 |                                                      |       |                                          | |
| 26 januari Vriendschappelijk № 845 «onderlinge duels» 20:00 uur | Argentinië                                           | 3 – 2 | Costa Rica                               | Estadio Ingeniero Hilario Sánchez, San Juan Toeschouwers: 34.000 Scheidsrechter: Carlos Amarilla (PAR) |
| 26 januari Vriendschappelijk № 845 «onderlinge duels» 20:00 uur | José Sosa 10' Guillermo Burdisso 17' Franco Jara 78' |       | 20' Michael Barrantes 76' Diego Madrigal | Estadio Ingeniero Hilario Sánchez, San Juan Toeschouwers: 34.000 Scheidsrechter: Carlos Amarilla (PAR) |

|                                                                  |                                       |       |                  |                                                                                               |
| 10 februari Vriendschappelijk № 846 «onderlinge duels» 18:00 uur | Argentinië                            | 2 – 1 | Jamaica          | Estadio José María Minella, Mar del Plata Toeschouwers: — Scheidsrechter: Victor Rivera (PER) |
| 10 februari Vriendschappelijk № 846 «onderlinge duels» 18:00 uur | Martín Palermo 83' Ignacio Canuto 90' |       | 46' Ryan Johnson | Estadio José María Minella, Mar del Plata Toeschouwers: — Scheidsrechter: Victor Rivera (PER) |

|                                                              |           |                     |            |                                                                                   |
| 3 maart Vriendschappelijk № 847 «onderlinge duels» 20:45 uur | Duitsland | 0 – 1               | Argentinië | Allianz Arena, München Toeschouwers: 65.152 Scheidsrechter: Martin Atkinson (ENG) |
| 3 maart Vriendschappelijk № 847 «onderlinge duels» 20:45 uur |           | 45' Gonzalo Higuaín |            | Allianz Arena, München Toeschouwers: 65.152 Scheidsrechter: Martin Atkinson (ENG) |

|                                                            |                                                                                     |       |       |                                                                                                   |
| 5 mei Vriendschappelijk № 848 «onderlinge duels» 20:00 uur | Argentinië                                                                          | 4 – 0 | Haïti | Estadio Coloso de Ruca Quimey, Cutral Có Toeschouwers: 16.500 Scheidsrechter: Enrique Osses (CHI) |
| 5 mei Vriendschappelijk № 848 «onderlinge duels» 20:00 uur | Facundo Bertoglio 34' Martín Palermo 43' Sebastián Blanco 52' Facundo Bertoglio 56' |       |       | Estadio Coloso de Ruca Quimey, Cutral Có Toeschouwers: 16.500 Scheidsrechter: Enrique Osses (CHI) |

|                                                             |                                                                                          |       |        |                                                                                      |
| 24 mei Vriendschappelijk № 849 «onderlinge duels» 20:35 uur | Argentinië                                                                               | 5 – 0 | Canada | El Monumental, Buenos Aires Toeschouwers: 52.000 Scheidsrechter: Víctor Rivera (PER) |
| 24 mei Vriendschappelijk № 849 «onderlinge duels» 20:35 uur | Maxi Rodríguez 16' Maxi Rodríguez 32' Ángel Di María 37' Carlos Tévez 63' Kun Agüero 71' |       |        | El Monumental, Buenos Aires Toeschouwers: 52.000 Scheidsrechter: Víctor Rivera (PER) |

| WK voetbal 2010 |
| --------------- |

|                                                                 |                   |       |         |                                                                                            |
| 12 juni WK-eindronde Groep B № 850 «onderlinge duels» 16:00 uur | Argentinië        | 1 – 0 | Nigeria | Ellis Park Stadium, Johannesburg Toeschouwers: 55.686 Scheidsrechter: Wolfgang Stark (GER) |
| 12 juni WK-eindronde Groep B № 850 «onderlinge duels» 16:00 uur | Gabriel Heinze 6' |       |         | Ellis Park Stadium, Johannesburg Toeschouwers: 55.686 Scheidsrechter: Wolfgang Stark (GER) |

|                                                                 |                                                                                       |       |                    | |
| 17 juni WK-eindronde Groep B № 851 «onderlinge duels» 13:30 uur | Argentinië                                                                            | 4 – 1 | Zuid-Korea         | First National Bank Stadium, Johannesburg Toeschouwers: 82.174 Scheidsrechter: Frank De Bleeckere (BEL) |
| 17 juni WK-eindronde Groep B № 851 «onderlinge duels» 13:30 uur | Park Chu-Young 17' (e.d.) Gonzalo Higuaín 33' Gonzalo Higuaín 76' Gonzalo Higuaín 80' |       | 45' Lee Chung-Yong | First National Bank Stadium, Johannesburg Toeschouwers: 82.174 Scheidsrechter: Frank De Bleeckere (BEL) |

|                                                                 |             |                                          |            |                                                                                            |
| 22 juni WK-eindronde Groep B № 852 «onderlinge duels» 20:30 uur | Griekenland | 0 – 2                                    | Argentinië | Peter Mokaba Stadion, Polokwane Toeschouwers: 35.000 Scheidsrechter: Ravshan Irmatov (UZB) |
| 22 juni WK-eindronde Groep B № 852 «onderlinge duels» 20:30 uur |             | 77' Martín Demichelis 89' Martín Palermo |            | Peter Mokaba Stadion, Polokwane Toeschouwers: 35.000 Scheidsrechter: Ravshan Irmatov (UZB) |

|                                                         |                                                       |       |                      |                                                                                      |
| 27 juni WK 2010 Achtste finale № 853 «onderlinge duels» | Argentinië                                            | 3 – 1 | Mexico               | Soccer City, Johannesburg Toeschouwers: 84.377 Scheidsrechter: Roberto Rosetti (ITA) |
| 27 juni WK 2010 Achtste finale № 853 «onderlinge duels» | Carlos Tévez 26' Gonzalo Higuaín 33' Carlos Tévez 52' |       | 71' Javier Hernández | Soccer City, Johannesburg Toeschouwers: 84.377 Scheidsrechter: Roberto Rosetti (ITA) |

|                                                                    |            |                                                                           |           |                                                                                       |
| 3 juli WK-eindronde Kwartfinale № 854 «onderlinge duels» 16:00 uur | Argentinië | 0 – 4                                                                     | Duitsland | Groenpuntstadion, Kaapstad Toeschouwers: 64.100 Scheidsrechter: Ravshan Irmatov (UZB) |
| 3 juli WK-eindronde Kwartfinale № 854 «onderlinge duels» 16:00 uur |            | 3' Thomas Müller 68' Miroslav Klose 74' Arne Friedrich 89' Miroslav Klose |           | Groenpuntstadion, Kaapstad Toeschouwers: 64.100 Scheidsrechter: Ravshan Irmatov (UZB) |

|  |  |  |  |  |  |  |  |  |

|                                                                  |         |                    |            |                                                                                  |
| 11 augustus Vriendschappelijk № 855 «onderlinge duels» 19:45 uur | Ierland | 0 – 1              | Argentinië | Aviva Stadium, Dublin Toeschouwers: 45.500 Scheidsrechter: Peter Rasmussen (DEN) |
| 11 augustus Vriendschappelijk № 855 «onderlinge duels» 19:45 uur |         | 20' Ángel Di María |            | Aviva Stadium, Dublin Toeschouwers: 45.500 Scheidsrechter: Peter Rasmussen (DEN) |

|                                                                  |                                                                      |       |                       |                                                                                   |
| 7 september Vriendschappelijk № 856 «onderlinge duels» 22:00 uur | Argentinië                                                           | 4 – 1 | Spanje                | El Monumental, Buenos Aires Toeschouwers: 65.600 Scheidsrechter: Óscar Ruiz (COL) |
| 7 september Vriendschappelijk № 856 «onderlinge duels» 22:00 uur | Lionel Messi 10' Gonzalo Higuaín 14' Carlos Tévez 34' Kun Agüero 90' |       | 84' Fernando Llorente | El Monumental, Buenos Aires Toeschouwers: 65.600 Scheidsrechter: Óscar Ruiz (COL) |

|                                                                |                    |       |            |                                                                               |
| 8 oktober Vriendschappelijk № 857 «onderlinge duels» 19:50 uur | Japan              | 1 – 0 | Argentinië | Saitama Stadion, Saitama Toeschouwers: 57.735 Scheidsrechter: Pawel Gil (POL) |
| 8 oktober Vriendschappelijk № 857 «onderlinge duels» 19:50 uur | Shinji Okazaki 19' |       |            | Saitama Stadion, Saitama Toeschouwers: 57.735 Scheidsrechter: Pawel Gil (POL) |

|                                                                  |                  |       |          | |
| 17 november Vriendschappelijk № 858 «onderlinge duels» 20:00 uur | Argentinië       | 1 – 0 | Brazilië | Khalifa International Stadium, Doha Toeschouwers: 50.000 Scheidsrechter: Abdullah Al-Bloushi (QAT) |
| 17 november Vriendschappelijk № 858 «onderlinge duels» 20:00 uur | Lionel Messi 90' |       |          | Khalifa International Stadium, Doha Toeschouwers: 50.000 Scheidsrechter: Abdullah Al-Bloushi (QAT) |

### 2011
|                                                                 |                                            |       |                       |                                                                                   |
| 9 februari Vriendschappelijk № 859 «onderlinge duels» 20:00 uur | Argentinië                                 | 2 – 1 | Portugal              | Stade de Genève, Lancy Toeschouwers: 30.000 Scheidsrechter: Massimo Busacca (SUI) |
| 9 februari Vriendschappelijk № 859 «onderlinge duels» 20:00 uur | Ángel Di Maria 14' Lionel Messi 90' (pen.) |       | 21' Cristiano Ronaldo | Stade de Genève, Lancy Toeschouwers: 30.000 Scheidsrechter: Massimo Busacca (SUI) |

|                                                               |                                                                        |       |                      |                                                                                        |
| 16 maart Vriendschappelijk № 860 «onderlinge duels» 20:00 uur | Argentinië                                                             | 4 – 1 | Venezuela            | Estadio Bicentenario, San Juan Toeschouwers: 15.000 Scheidsrechter: Claudio Puga (CHI) |
| 16 maart Vriendschappelijk № 860 «onderlinge duels» 20:00 uur | Cristian Chávez 20' Pablo Mouche 35' Pablo Mouche 54' Luciano Aued 76' |       | 29' Daniel Arismendi | Estadio Bicentenario, San Juan Toeschouwers: 15.000 Scheidsrechter: Claudio Puga (CHI) |

|                                                     |                  |       |                       |                                                                                            |
| 26 maart Vriendschappelijk № 861 «onderlinge duels» | Verenigde Staten | 1 – 1 | Argentinië            | New Meadowlands, East Rutherford Toeschouwers: 78.936 Scheidsrechter: Roberto García (MEX) |
| 26 maart Vriendschappelijk № 861 «onderlinge duels» | Juan Agudelo 59' |       | 42' Esteban Cambiasso | New Meadowlands, East Rutherford Toeschouwers: 78.936 Scheidsrechter: Roberto García (MEX) |

|                                                               |            |       |            |                                                                                       |
| 29 maart Vriendschappelijk № 862 «onderlinge duels» 21:00 uur | Costa Rica | 0 – 0 | Argentinië | Estadio Nacional, San José Toeschouwers: 35.000 Scheidsrechter: Marco Rodríguez (MEX) |
| 29 maart Vriendschappelijk № 862 «onderlinge duels» 21:00 uur |            |       |            | Estadio Nacional, San José Toeschouwers: 35.000 Scheidsrechter: Marco Rodríguez (MEX) |

|                                                     |                                      |       |                                                  | |
| 21 april Vriendschappelijk № 863 «onderlinge duels» | Argentinië                           | 2 – 2 | Ecuador                                          | Estadio José María Minella, Mar del Plata Toeschouwers: 4.000 Scheidsrechter: Roberto Silvera (URU) |
| 21 april Vriendschappelijk № 863 «onderlinge duels» | Claudio Yacob 32' Gabriel Hauche 35' |       | 27' Michael Quiñónez 68' (pen.) Segundo Castillo | Estadio José María Minella, Mar del Plata Toeschouwers: 4.000 Scheidsrechter: Roberto Silvera (URU) |

|                                                             |                                                                            |       |                                      |                                                                                            |
| 25 mei Vriendschappelijk № 864 «onderlinge duels» 20:00 uur | Argentinië                                                                 | 4 – 2 | Paraguay                             | Estadio Centenario, Resistencia Toeschouwers: 24.000 Scheidsrechter: Roberto Silvera (URU) |
| 25 mei Vriendschappelijk № 864 «onderlinge duels» 20:00 uur | Gabriel Hauche 9' Federico Fernández 37' Gabriel Hauche 44' Enzo Pérez 83' |       | 14' Pablo Zeballos 55' Elvis Marecos | Estadio Centenario, Resistencia Toeschouwers: 24.000 Scheidsrechter: Roberto Silvera (URU) |

|                                                   |                                                                                     |       |                          |                                                                                          |
| 1 juni Vriendschappelijk № 865 «onderlinge duels» | Nigeria                                                                             | 4 – 1 | Argentinië               | Abuja National Stadium, Abuja Toeschouwers: 30.000 Scheidsrechter: Ibrahim Chaibou (NGI) |
| 1 juni Vriendschappelijk № 865 «onderlinge duels» | Ikechukwu Uche 10' Victor Obinna 27' (pen.) Ikechukwu Uche 40' Emmanuel Emenike 52' |       | 90' (pen.) Mauro Boselli | Abuja National Stadium, Abuja Toeschouwers: 30.000 Scheidsrechter: Ibrahim Chaibou (NGI) |

|                                                             |                                          |       |                 |                                                                                            |
| 5 juni Vriendschappelijk № 866 «onderlinge duels» 17:00 uur | Polen                                    | 2 – 1 | Argentinië      | Stadion Wojska Polskiego, Warschau Toeschouwers: 12.000 Scheidsrechter: Manuel Gräfe (GER) |
| 5 juni Vriendschappelijk № 866 «onderlinge duels» 17:00 uur | Adrian Mierzejewski 26' Paweł Brożek 67' |       | 47' Marco Rubén | Stadion Wojska Polskiego, Warschau Toeschouwers: 12.000 Scheidsrechter: Manuel Gräfe (GER) |

|                                                    |                                                                      |       |         |                                                                                             |
| 20 juni Vriendschappelijk № 867 «onderlinge duels» | Argentinië                                                           | 4 – 0 | Albanië | Estadio Monumental, Buenos Aires Toeschouwers: 25.000 Scheidsrechter: Jorge Larrionda (URU) |
| 20 juni Vriendschappelijk № 867 «onderlinge duels» | Ezequiel Lavezzi 6' Lionel Messi 43' Kun Agüero 75' Carlos Tévez 89' |       |         | Estadio Monumental, Buenos Aires Toeschouwers: 25.000 Scheidsrechter: Jorge Larrionda (URU) |

| Copa América |
| ------------ |

|                                                                |                |       |                     |                                                                                                 |
| 1 juli Copa América Groep A № 868 «onderlinge duels» 20:45 uur | Argentinië     | 1 – 1 | Bolivia             | Estadio Ciudad de La Plata, La Plata Toeschouwers: 52.700 Scheidsrechter: Roberto Silvera (URU) |
| 1 juli Copa América Groep A № 868 «onderlinge duels» 20:45 uur | Kun Agüero 76' |       | 48' Edvaldo Bolívia | Estadio Ciudad de La Plata, La Plata Toeschouwers: 52.700 Scheidsrechter: Roberto Silvera (URU) |

|                                                                |            |       |          |                                                                                               |
| 6 juli Copa América Groep A № 869 «onderlinge duels» 21:45 uur | Argentinië | 0 – 0 | Colombia | Estadio Estanislao López, Santa Fe Toeschouwers: 47.000 Scheidsrechter: Sálvio Fagundes (BRA) |
| 6 juli Copa América Groep A № 869 «onderlinge duels» 21:45 uur |            |       |          | Estadio Estanislao López, Santa Fe Toeschouwers: 47.000 Scheidsrechter: Sálvio Fagundes (BRA) |

|                                                                 |                                                  |       |            |                                                                                                |
| 11 juli Copa América Groep A № 870 «onderlinge duels» 20:45 uur | Argentinië                                       | 3 – 0 | Costa Rica | Estadio Mario Alberto Kempes, Córdoba Toeschouwers: 57.000 Scheidsrechter: Víctor Rivera (PER) |
| 11 juli Copa América Groep A № 870 «onderlinge duels» 20:45 uur | Kun Agüero 45' Kun Agüero 53' Ángel Di María 64' |       |            | Estadio Mario Alberto Kempes, Córdoba Toeschouwers: 57.000 Scheidsrechter: Víctor Rivera (PER) |

|                                                                     |                     |       |                | |
| 16 juli Copa América Kwartfinale № 871 «onderlinge duels» 19:15 uur | Argentinië          | 1 – 1 | Uruguay        | Estadio Brigadier General López, Santa Fe Toeschouwers: 47.000 Scheidsrechter: Carlos Amarilla (PAR) |
| 16 juli Copa América Kwartfinale № 871 «onderlinge duels» 19:15 uur | Gonzalo Higuaín 18' |       | 6' Diego Pérez | Estadio Brigadier General López, Santa Fe Toeschouwers: 47.000 Scheidsrechter: Carlos Amarilla (PAR) |

|                                                                           |       | strafschoppen                                                        |  |
| Lionel Messi Nicolás Burdisso Carlos Tévez Javier Pastore Gonzalo Higuaín | 4 – 5 | Diego Forlán Luis Suárez Andrés Scotti Walter Gargano Martín Cáceres |  |

|  |  |  |  |  |  |  |  |  |

|                                                                  |           |                      |            |                                                                                             |
| 2 september Vriendschappelijk № 872 «onderlinge duels» 20:30 uur | Venezuela | 0 – 1                | Argentinië | Yuba Bharati Krirangan, Calcutta Toeschouwers: 90.000 Scheidsrechter: Arumughan Rowan (IND) |
| 2 september Vriendschappelijk № 872 «onderlinge duels» 20:30 uur |           | 70' Nicolás Otamendi |            | Yuba Bharati Krirangan, Calcutta Toeschouwers: 90.000 Scheidsrechter: Arumughan Rowan (IND) |

|                                                        |                                                            |       |                   |                                                                                                   |
| 6 september Vriendschappelijk № 873 «onderlinge duels» | Argentinië                                                 | 3 – 1 | Nigeria           | Bangabandhu National Stadium, Dhaka Toeschouwers: 36.000 Scheidsrechter: Akbar Bakhshizadeh (IRN) |
| 6 september Vriendschappelijk № 873 «onderlinge duels» | Gonzalo Higuaín 24' Ángel Di María 26' Elderson 64' (e.d.) |       | 46' Chinedu Obasi | Bangabandhu National Stadium, Dhaka Toeschouwers: 36.000 Scheidsrechter: Akbar Bakhshizadeh (IRN) |

|                                                                   |            |       |          |                                                                                                |
| 14 september Vriendschappelijk № 874 «onderlinge duels» 21:50 uur | Argentinië | 0 – 0 | Brazilië | Estadio Mario Alberto Kempes, Córdoba Toeschouwers: 26.897 Scheidsrechter: Enrique Osses (CHI) |
| 14 september Vriendschappelijk № 874 «onderlinge duels» 21:50 uur |            |       |          | Estadio Mario Alberto Kempes, Córdoba Toeschouwers: 26.897 Scheidsrechter: Enrique Osses (CHI) |

|                                                                   |                      |       |            |                                                                                            |
| 28 september Vriendschappelijk № 875 «onderlinge duels» 21:50 uur | Brazilië             | 2 – 0 | Argentinië | Estádio Olímpico do Pará, Belém Toeschouwers: 31.000 Scheidsrechter: Jorge Larrionda (URU) |
| 28 september Vriendschappelijk № 875 «onderlinge duels» 21:50 uur | Lucas 53' Neymar 75' |       |            | Estádio Olímpico do Pará, Belém Toeschouwers: 31.000 Scheidsrechter: Jorge Larrionda (URU) |

|                                                    |                                                                             |       |                      |                                                                                           |
| 7 oktober WK-kwalificatie № 876 «onderlinge duels» | Argentinië                                                                  | 4 – 1 | Chili                | Estadio Monumental, Buenos Aires Toeschouwers: 26.161 Scheidsrechter: Wilmar Roldán (COL) |
| 7 oktober WK-kwalificatie № 876 «onderlinge duels» | Gonzalo Higuaín 8' Lionel Messi 26' Gonzalo Higuaín 52' Gonzalo Higuaín 64' |       | 60' Matías Fernández | Estadio Monumental, Buenos Aires Toeschouwers: 26.161 Scheidsrechter: Wilmar Roldán (COL) |

|                                                               |                         |       |            | |
| 11 oktober WK-kwalificatie № 877 «onderlinge duels» 20:50 uur | Venezuela               | 1 – 0 | Argentinië | Estadio José Antonio Anzoátegui, Puerto La Cruz Toeschouwers: 35.600 Scheidsrechter: Roberto Silvera (URU) |
| 11 oktober WK-kwalificatie № 877 «onderlinge duels» 20:50 uur | Fernando Amorebieta 61' |       |            | Estadio José Antonio Anzoátegui, Puerto La Cruz Toeschouwers: 35.600 Scheidsrechter: Roberto Silvera (URU) |

|                                                                |                      |       |                    |                                                                                         |
| 11 november WK-kwalificatie № 878 «onderlinge duels» 20:00 uur | Argentinië           | 1 – 1 | Bolivia            | Estadio Monumental, Buenos Aires Toeschouwers: 27.592 Scheidsrechter: Carlos Vera (ECU) |
| 11 november WK-kwalificatie № 878 «onderlinge duels» 20:00 uur | Ezequiel Lavezzi 59' |       | 55' Marcelo Moreno | Estadio Monumental, Buenos Aires Toeschouwers: 27.592 Scheidsrechter: Carlos Vera (ECU) |

|                                                                |                  |       |                                 |                                                                                                |
| 15 november WK-kwalificatie № 879 «onderlinge duels» 21:00 uur | Colombia         | 1 – 2 | Argentinië                      | Estadio Metropolitano, Barranquilla Toeschouwers: 49.600 Scheidsrechter: Sálvio Fagundes (BRA) |
| 15 november WK-kwalificatie № 879 «onderlinge duels» 21:00 uur | Dorlan Pabón 44' |       | 60' Lionel Messi 84' Kun Agüero | Estadio Metropolitano, Barranquilla Toeschouwers: 49.600 Scheidsrechter: Sálvio Fagundes (BRA) |

### 2012
|                                                                  |                     |       |                                                             |                                                                                |
| 29 februari Vriendschappelijk № 880 «onderlinge duels» 20:30 uur | Zwitserland         | 1 – 3 | Argentinië                                                  | Stade de Suisse, Bern Toeschouwers: 30.250 Scheidsrechter: Florian Meyer (GER) |
| 29 februari Vriendschappelijk № 880 «onderlinge duels» 20:30 uur | Xherdan Shaqiri 49' |       | 20' Lionel Messi 87' Lionel Messi 90+1' (pen.) Lionel Messi | Stade de Suisse, Bern Toeschouwers: 30.250 Scheidsrechter: Florian Meyer (GER) |

|                                                           |                                                                        |       |         |                                                                                      |
| 2 juni WK-kwalificatie № 881 «onderlinge duels» 20:00 uur | Argentinië                                                             | 4 – 0 | Ecuador | El Monumental, Buenos Aires Toeschouwers: 56.000 Scheidsrechter: Víctor Rivera (PER) |
| 2 juni WK-kwalificatie № 881 «onderlinge duels» 20:00 uur | Kun Agüero 20' Gonzalo Higuaín 30' Lionel Messi 31' Ángel Di María 76' |       |         | El Monumental, Buenos Aires Toeschouwers: 56.000 Scheidsrechter: Víctor Rivera (PER) |

|                                                             |                                                                           |       |                               |                                                                                     |
| 9 juni Vriendschappelijk № 882 «onderlinge duels» 20:00 uur | Argentinië                                                                | 4 – 3 | Brazilië                      | MetLife Stadium, New Jersey Toeschouwers: 81.994 Scheidsrechter: Jair Marrufo (USA) |
| 9 juni Vriendschappelijk № 882 «onderlinge duels» 20:00 uur | Lionel Messi 31' Lionel Messi 34' Federico Fernández 76' Lionel Messi 85' |       | 23' Rômulo 56' Oscar 72' Hulk | MetLife Stadium, New Jersey Toeschouwers: 81.994 Scheidsrechter: Jair Marrufo (USA) |

|                                                                  |                      |       |                                                             |                                                                                                |
| 15 augustus Vriendschappelijk № 883 «onderlinge duels» 20:45 uur | Duitsland            | 1 – 3 | Argentinië                                                  | Commerzbank Arena, Frankfurt am Main Toeschouwers: 48.808 Scheidsrechter: Jonas Eriksson (SWE) |
| 15 augustus Vriendschappelijk № 883 «onderlinge duels» 20:45 uur | Benedikt Höwedes 81' |       | 45' (e.d.) Sami Khedira 52' Lionel Messi 73' Ángel Di María | Commerzbank Arena, Frankfurt am Main Toeschouwers: 48.808 Scheidsrechter: Jonas Eriksson (SWE) |

|                                                                |                                                        |       |                            |                                                                                                |
| 7 september WK-kwalificatie № 884 «onderlinge duels» 20:10 uur | Argentinië                                             | 3 – 1 | Paraguay                   | Estadio Mario Alberto Kempes, Córdoba Toeschouwers: 51.000 Scheidsrechter: Wilson Seneme (BRA) |
| 7 september WK-kwalificatie № 884 «onderlinge duels» 20:10 uur | Ángel Di María 3' Gonzalo Higuaín 31' Lionel Messi 64' |       | 18' (pen.) Jonathan Fabbro | Estadio Mario Alberto Kempes, Córdoba Toeschouwers: 51.000 Scheidsrechter: Wilson Seneme (BRA) |

|                                                                 |                     |       |                     |                                                                                           |
| 11 september WK-kwalificatie № 885 «onderlinge duels» 20:25 uur | Peru                | 1 – 1 | Argentinië          | Estadio Nacional José Diaz, Lima Toeschouwers: 50.000 Scheidsrechter: Wilmar Roldán (COL) |
| 11 september WK-kwalificatie № 885 «onderlinge duels» 20:25 uur | Carlos Zambrano 22' |       | 38' Gonzalo Higuaín | Estadio Nacional José Diaz, Lima Toeschouwers: 50.000 Scheidsrechter: Wilmar Roldán (COL) |

|                                                                   |                         |       |                   |                                                                                           |
| 19 september Vriendschappelijk № 886 «onderlinge duels» 20:00 uur | Brazilië                | 2 – 1 | Argentinië        | Estadio Serra Dourada, Goiânia Toeschouwers: 37.871 Scheidsrechter: Carlos Amarilla (PAR) |
| 19 september Vriendschappelijk № 886 «onderlinge duels» 20:00 uur | Paulinho 26' Neymar 90' |       | 20' Juan Martínez | Estadio Serra Dourada, Goiânia Toeschouwers: 37.871 Scheidsrechter: Carlos Amarilla (PAR) |

|                                                               |                                                  |       |         |                                                                                                |
| 12 oktober WK-kwalificatie № 887 «onderlinge duels» 20:00 uur | Argentinië                                       | 3 – 0 | Uruguay | Estadio Malvinas Argentinas, Mendoza Toeschouwers: 34.000 Scheidsrechter: Leandro Vuaden (BRA) |
| 12 oktober WK-kwalificatie № 887 «onderlinge duels» 20:00 uur | Lionel Messi 66' Kun Agüero 75' Lionel Messi 80' |       |         | Estadio Malvinas Argentinas, Mendoza Toeschouwers: 34.000 Scheidsrechter: Leandro Vuaden (BRA) |

|                                                               |                      |       |                                      |                                                                                     |
| 16 oktober WK-kwalificatie № 888 «onderlinge duels» 20:05 uur | Chili                | 1 – 2 | Argentinië                           | Estadio Nacional, Santiago Toeschouwers: 45.000 Scheidsrechter: Antonio Arias (PAR) |
| 16 oktober WK-kwalificatie № 888 «onderlinge duels» 20:05 uur | Felipe Gutiérrez 90' |       | 28' Lionel Messi 31' Gonzalo Higuaín | Estadio Nacional, Santiago Toeschouwers: 45.000 Scheidsrechter: Antonio Arias (PAR) |

|                                                                  |               |       |            |                                                                                      |
| 14 november Vriendschappelijk № 889 «onderlinge duels» 20:00 uur | Saoedi-Arabië | 0 – 0 | Argentinië | Koning Fahd Stadion, Riyadh Toeschouwers: 51.000 Scheidsrechter: Ali Abdulnabi (BHR) |
| 14 november Vriendschappelijk № 889 «onderlinge duels» 20:00 uur |               |       |            | Koning Fahd Stadion, Riyadh Toeschouwers: 51.000 Scheidsrechter: Ali Abdulnabi (BHR) |

|                                                                  |                                              |       |          |                                                                                             |
| 21 november Vriendschappelijk № 890 «onderlinge duels» 20:00 uur | Argentinië                                   | 2 – 1 | Brazilië | Estadio La Bombonera, Buenos Aires Toeschouwers: 42.871 Scheidsrechter: Enrique Osses (CHI) |
| 21 november Vriendschappelijk № 890 «onderlinge duels» 20:00 uur | Ignacio Scocco 82' (pen.) Ignacio Scocco 90' |       | 84' Fred | Estadio La Bombonera, Buenos Aires Toeschouwers: 42.871 Scheidsrechter: Enrique Osses (CHI) |

### 2013
|                                                                 |                                   |       |                                                            |                                                                                 |
| 6 februari Vriendschappelijk № 891 «onderlinge duels» 20:30 uur | Zweden                            | 2 – 3 | Argentinië                                                 | Friends Arena, Solna Toeschouwers: 49.646 Scheidsrechter: Anthony Gautier (FRA) |
| 6 februari Vriendschappelijk № 891 «onderlinge duels» 20:30 uur | Jonas Olsson 18' Rasmus Elm 90+5' |       | 3' (e.d.) Mikael Lustig 19' Kun Agüero 23' Gonzalo Higuaín | Friends Arena, Solna Toeschouwers: 49.646 Scheidsrechter: Anthony Gautier (FRA) |

|                                                             |                                                                 |       |           |                                                                                                |
| 22 maart WK-kwalificatie № 892 «onderlinge duels» 19:00 uur | Argentinië                                                      | 3 – 0 | Venezuela | Estadio El Monumental, Buenos Aires Toeschouwers: 40.000 Scheidsrechter: Víctor Carrillo (PER) |
| 22 maart WK-kwalificatie № 892 «onderlinge duels» 19:00 uur | Gonzalo Higuaín 29' Lionel Messi 45' (pen.) Gonzalo Higuaín 59' |       |           | Estadio El Monumental, Buenos Aires Toeschouwers: 40.000 Scheidsrechter: Víctor Carrillo (PER) |

|                                                             |                    |       |                 |                                                                                         |
| 26 maart WK-kwalificatie № 893 «onderlinge duels» 20:00 uur | Bolivia            | 1 – 1 | Argentinië      | Estadio Hernando Siles, La Paz Toeschouwers: 38.000 Scheidsrechter: Enrique Osses (CHI) |
| 26 maart WK-kwalificatie № 893 «onderlinge duels» 20:00 uur | Marcelo Moreno 26' |       | 44' Éver Banega | Estadio Hernando Siles, La Paz Toeschouwers: 38.000 Scheidsrechter: Enrique Osses (CHI) |

|                                                           |            |       |          |                                                                                                 |
| 7 juni WK-kwalificatie № 894 «onderlinge duels» 20:00 uur | Argentinië | 0 – 0 | Colombia | Estadio El Monumental, Buenos Aires Toeschouwers: 44.087 Scheidsrechter: Marlon Escalante (VEN) |
| 7 juni WK-kwalificatie № 894 «onderlinge duels» 20:00 uur |            |       |          | Estadio El Monumental, Buenos Aires Toeschouwers: 44.087 Scheidsrechter: Marlon Escalante (VEN) |

|                                                            |                      |       |                      |                                                                                              |
| 11 juni WK-kwalificatie № 895 «onderlinge duels» 21:00 uur | Ecuador              | 1 – 1 | Argentinië           | Estadio Olímpico Atahualpa, Quito Toeschouwers: 36.000 Scheidsrechter: Enrique Cáceres (PAR) |
| 11 juni WK-kwalificatie № 895 «onderlinge duels» 21:00 uur | Segundo Castillo 17' |       | 4' (pen.) Kun Agüero | Estadio Olímpico Atahualpa, Quito Toeschouwers: 36.000 Scheidsrechter: Enrique Cáceres (PAR) |

|                                                    |           |                                                                                 |            |                                                                                                |
| 14 juni Vriendschappelijk № 896 «onderlinge duels» | Guatemala | 0 – 4                                                                           | Argentinië | Estadio Mateo Flores, Guatemala-Stad Toeschouwers: 32.000 Scheidsrechter: Armando Castro (HON) |
| 14 juni Vriendschappelijk № 896 «onderlinge duels» |           | 13' Lionel Messi 34' Augusto Fernández 39' (pen.) Lionel Messi 47' Lionel Messi |            | Estadio Mateo Flores, Guatemala-Stad Toeschouwers: 32.000 Scheidsrechter: Armando Castro (HON) |

|                                                                  |                     |       |                                     |                                                                                   |
| 14 augustus Vriendschappelijk № 897 «onderlinge duels» 20:45 uur | Italië              | 1 – 2 | Argentinië                          | Olympisch Stadion, Rome Toeschouwers: 41.369 Scheidsrechter: Wolfgang Stark (GER) |
| 14 augustus Vriendschappelijk № 897 «onderlinge duels» 20:45 uur | Lorenzo Insigne 75' |       | 21' Gonzalo Higuaín 45' Éver Banega | Olympisch Stadion, Rome Toeschouwers: 41.369 Scheidsrechter: Wolfgang Stark (GER) |

|                                                                 |                                      |       | |                                                                                                 |
| 11 september WK-kwalificatie № 898 «onderlinge duels» 20:40 uur | Paraguay                             | 2 – 5 | Argentinië                                                                                           | Estadio Defensores del Chaco, Asunción Toeschouwers: 27.000 Scheidsrechter: Enrique Osses (CHI) |
| 11 september WK-kwalificatie № 898 «onderlinge duels» 20:40 uur | Ariel Núñez 16' Roque Santa Cruz 85' |       | 11' (pen.) Lionel Messi 31' Kun Agüero 49' Ángel Di María 52' (pen.) Lionel Messi 89' Maxi Rodriguez | Estadio Defensores del Chaco, Asunción Toeschouwers: 27.000 Scheidsrechter: Enrique Osses (CHI) |

|                                                               |                                                               |       |                     |                                                                                         |
| 11 oktober WK-kwalificatie № 899 «onderlinge duels» 20:00 uur | Argentinië                                                    | 3 – 1 | Peru                | Estadio Monumental, Buenos Aires Toeschouwers: 28.977 Scheidsrechter: Carlos Vera (ECU) |
| 11 oktober WK-kwalificatie № 899 «onderlinge duels» 20:00 uur | Ezequiel Lavezzi 23' Ezequiel Lavezzi 35' Rodrigo Palacio 47' |       | 21' Claudio Pizarro | Estadio Monumental, Buenos Aires Toeschouwers: 28.977 Scheidsrechter: Carlos Vera (ECU) |

|                                                               |                                                                 |       |                                       |                                                                                           |
| 15 oktober WK-kwalificatie № 900 «onderlinge duels» 20:00 uur | Uruguay                                                         | 3 – 2 | Argentinië                            | Estadio Centenario, Montevideo Toeschouwers: 55.000 Scheidsrechter: Marcelo de Lima (BRA) |
| 15 oktober WK-kwalificatie № 900 «onderlinge duels» 20:00 uur | Cristian Rodríguez 6' Luis Suárez 34' (pen.) Edinson Cavani 49' |       | 15' Maxi Rodriguez 41' Maxi Rodriguez | Estadio Centenario, Montevideo Toeschouwers: 55.000 Scheidsrechter: Marcelo de Lima (BRA) |

|                                                                  |         |       |            |                                                                                             |
| 15 november Vriendschappelijk № 901 «onderlinge duels» 21:00 uur | Ecuador | 0 – 0 | Argentinië | New Meadowlands, East Rutherford Toeschouwers: 23.000 Scheidsrechter: Silviu Petrescu (CAN) |
| 15 november Vriendschappelijk № 901 «onderlinge duels» 21:00 uur |         |       |            | New Meadowlands, East Rutherford Toeschouwers: 23.000 Scheidsrechter: Silviu Petrescu (CAN) |

|                                                                  |                               |       |                       |                                                                                        |
| 18 november Vriendschappelijk № 902 «onderlinge duels» 20:30 uur | Argentinië                    | 2 – 0 | Bosnië en Herzegovina | Big Arch Stadium, St. Louis Toeschouwers: 30.397 Scheidsrechter: Edvin Jurisevic (USA) |
| 18 november Vriendschappelijk № 902 «onderlinge duels» 20:30 uur | Kun Agüero 40' Kun Agüero 66' |       |                       | Big Arch Stadium, St. Louis Toeschouwers: 30.397 Scheidsrechter: Edvin Jurisevic (USA) |

### 2014
|                                                    |          |       |            |                                                                                       |
| 5 maart Vriendschappelijk № 903 «onderlinge duels» | Roemenië | 0 – 0 | Argentinië | Arena Națională, Boekarest Toeschouwers: 53.000 Scheidsrechter: Gianluca Rocchi (ITA) |
| 5 maart Vriendschappelijk № 903 «onderlinge duels» |          |       |            | Arena Națională, Boekarest Toeschouwers: 53.000 Scheidsrechter: Gianluca Rocchi (ITA) |

|                                                             |                                                              |       |                |                                                                                              |
| 4 juni Vriendschappelijk № 904 «onderlinge duels» 20:15 uur | Argentinië                                                   | 3 – 0 | Trinidad en T. | Estadio Monumental, Buenos Aires Toeschouwers: 40.000 Scheidsrechter: Daniel Fedorczuk (URU) |
| 4 juni Vriendschappelijk № 904 «onderlinge duels» 20:15 uur | Rodrigo Palacio 45' Javier Mascherano 51' Maxi Rodriguez 64' |       |                | Estadio Monumental, Buenos Aires Toeschouwers: 40.000 Scheidsrechter: Daniel Fedorczuk (URU) |

|                                                             |                                      |       |          |                                                                                   |
| 7 juni Vriendschappelijk № 905 «onderlinge duels» 19:45 uur | Argentinië                           | 2 – 0 | Slovenië | Estadio Único, La Plata Toeschouwers: 52.000 Scheidsrechter: Martín Vázquez (URU) |
| 7 juni Vriendschappelijk № 905 «onderlinge duels» 19:45 uur | Ricardo Álvarez 12' Lionel Messi 76' |       |          | Estadio Único, La Plata Toeschouwers: 52.000 Scheidsrechter: Martín Vázquez (URU) |

| WK voetbal 2014 |
| --------------- |

|                                                                                   |                                           |       |                       |                                                                                  |
| 15 juni WK-eindronde Groep F № 906 «onderlinge duels» 19:00 (UTC−3) 0:00+ (UTC+2) | Argentinië                                | 2 – 1 | Bosnië en Herzegovina | Maracanã, Rio de Janeiro Toeschouwers: 74.738 Scheidsrechter: Joel Aguilar (ESA) |
| 15 juni WK-eindronde Groep F № 906 «onderlinge duels» 19:00 (UTC−3) 0:00+ (UTC+2) | Sead Kolašinac 3' (e.d.) Lionel Messi 65' |       | 84' Vedad Ibišević    | Maracanã, Rio de Janeiro Toeschouwers: 74.738 Scheidsrechter: Joel Aguilar (ESA) |

|                                                                                   |                    |       |      |                                                                                   |
| 21 juni WK-eindronde Groep F № 907 «onderlinge duels» 13:00 (UTC−3) 18:00 (UTC+2) | Argentinië         | 1 – 0 | Iran | Mineirão, Belo Horizonte Toeschouwers: 57.698 Scheidsrechter: Milorad Mažić (SRB) |
| 21 juni WK-eindronde Groep F № 907 «onderlinge duels» 13:00 (UTC−3) 18:00 (UTC+2) | Lionel Messi 90+1' |       |      | Mineirão, Belo Horizonte Toeschouwers: 57.698 Scheidsrechter: Milorad Mažić (SRB) |

|                                                                                   |                              |       |                                                    |                                                                                           |
| 25 juni WK-eindronde Groep F № 908 «onderlinge duels» 13:00 (UTC−3) 18:00 (UTC+2) | Nigeria                      | 2 – 3 | Argentinië                                         | Estádio Beira-Rio, Porto Alegre Toeschouwers: 43.285 Scheidsrechter: Nicola Rizzoli (ITA) |
| 25 juni WK-eindronde Groep F № 908 «onderlinge duels» 13:00 (UTC−3) 18:00 (UTC+2) | Ahmed Musa 4' Ahmed Musa 47' |       | 3' Lionel Messi 45+1' Lionel Messi 50' Marcos Rojo | Estádio Beira-Rio, Porto Alegre Toeschouwers: 43.285 Scheidsrechter: Nicola Rizzoli (ITA) |

|                                                                                         |                     |       |             |                                                                                                  |
| 1 juli WK-eindronde Achtste finale № 909 «onderlinge duels» 13:00 (UTC−3) 18:00 (UTC+2) | Argentinië          | 1 – 0 | Zwitserland | Novo Estádio do Corinthians, São Paulo Toeschouwers: 63.255 Scheidsrechter: Jonas Eriksson (SWE) |
| 1 juli WK-eindronde Achtste finale № 909 «onderlinge duels» 13:00 (UTC−3) 18:00 (UTC+2) | Ángel Di María 118' |       |             | Novo Estádio do Corinthians, São Paulo Toeschouwers: 63.255 Scheidsrechter: Jonas Eriksson (SWE) |

|                                                                                      |                    |       |        |                                                                                                  |
| 5 juli WK-eindronde Kwartfinale № 910 «onderlinge duels» 13:00 (UTC−3) 18:00 (UTC+2) | Argentinië         | 1 – 0 | België | Estádio Nacional de Brasília, Brasilia Toeschouwers: 68.551 Scheidsrechter: Nicola Rizzoli (ITA) |
| 5 juli WK-eindronde Kwartfinale № 910 «onderlinge duels» 13:00 (UTC−3) 18:00 (UTC+2) | Gonzalo Higuaín 8' |       |        | Estádio Nacional de Brasília, Brasilia Toeschouwers: 68.551 Scheidsrechter: Nicola Rizzoli (ITA) |

|                                                                                       |                                                   |       |                                                          |                                                                                                |
| 9 juli WK-eindronde Halve finale № 911 «onderlinge duels» 17:00 (UTC−3) 22:00 (UTC+2) | Nederland                                         | 0 – 0 | Argentinië                                               | Novo Estádio do Corinthians, São Paulo Toeschouwers: 63.267 Scheidsrechter: Cüneyt Çakır (TUR) |
| 9 juli WK-eindronde Halve finale № 911 «onderlinge duels» 17:00 (UTC−3) 22:00 (UTC+2) |                                                   |       |                                                          | Novo Estádio do Corinthians, São Paulo Toeschouwers: 63.267 Scheidsrechter: Cüneyt Çakır (TUR) |
| 9 juli WK-eindronde Halve finale № 911 «onderlinge duels» 17:00 (UTC−3) 22:00 (UTC+2) | Strafschoppen                                     |       |                                                          | Novo Estádio do Corinthians, São Paulo Toeschouwers: 63.267 Scheidsrechter: Cüneyt Çakır (TUR) |
| 9 juli WK-eindronde Halve finale № 911 «onderlinge duels» 17:00 (UTC−3) 22:00 (UTC+2) | Ron Vlaar Arjen Robben Wesley Sneijder Dirk Kuijt | 2 – 4 | Lionel Messi Ezequiel Garay Sergio Agüero Maxi Rodríguez | Novo Estádio do Corinthians, São Paulo Toeschouwers: 63.267 Scheidsrechter: Cüneyt Çakır (TUR) |

|                                                                                  |                  |       |            |                                                                                    |
| 13 juli WK-eindronde Finale № 912 «onderlinge duels» 16:00 (UTC−3) 21:00 (UTC+2) | Duitsland        | 1 – 0 | Argentinië | Maracanã, Rio de Janeiro Toeschouwers: 74.738 Scheidsrechter: Nicola Rizzoli (ITA) |
| 13 juli WK-eindronde Finale № 912 «onderlinge duels» 16:00 (UTC−3) 21:00 (UTC+2) | Mario Götze 113' |       |            | Maracanã, Rio de Janeiro Toeschouwers: 74.738 Scheidsrechter: Nicola Rizzoli (ITA) |

|  |  |  |  |  |  |  |  |  |

|                                                                  |                                    |       |                                                                          |                                                                                   |
| 3 september Vriendschappelijk № 913 «onderlinge duels» 20:45 uur | Duitsland                          | 2 – 4 | Argentinië                                                               | Esprit Arena, Düsseldorf Toeschouwers: 51.132 Scheidsrechter: Björn Kuipers (NED) |
| 3 september Vriendschappelijk № 913 «onderlinge duels» 20:45 uur | André Schürrle 52' Mario Götze 78' |       | 21' Kun Agüero 40' Erik Lamela 47' Federico Fernández 50' Ángel Di María | Esprit Arena, Düsseldorf Toeschouwers: 51.132 Scheidsrechter: Björn Kuipers (NED) |

|                                                                 |                                       |       |            |                                                                             |
| 11 oktober Vriendschappelijk № 914 «onderlinge duels» 20:05 uur | Brazilië                              | 2 – 0 | Argentinië | Nationaal Stadion, Peking Toeschouwers: 52.313 Scheidsrechter: Fan Qi (CHN) |
| 11 oktober Vriendschappelijk № 914 «onderlinge duels» 20:05 uur | Diego Tardelli 28' Diego Tardelli 64' |       |            | Nationaal Stadion, Peking Toeschouwers: 52.313 Scheidsrechter: Fan Qi (CHN) |

|                                                                 |          | |            |                                                                                         |
| 14 oktober Vriendschappelijk № 915 «onderlinge duels» 20:00 uur | Hongkong | 0 – 7 | Argentinië | Hong Kong Stadium, Hongkong Toeschouwers: 37.286 Scheidsrechter: Yuichi Nishimura (JPN) |
| 14 oktober Vriendschappelijk № 915 «onderlinge duels» 20:00 uur |          | 19' Éver Banega 42' Gonzalo Higuaín 44' Nicolás Gaitán 54' Gonzalo Higuaín 66' Lionel Messi 72' Nicolás Gaitán 85' Lionel Messi |            | Hong Kong Stadium, Hongkong Toeschouwers: 37.286 Scheidsrechter: Yuichi Nishimura (JPN) |

|                                                                  |                                              |       |                   |                                                                                 |
| 12 november Vriendschappelijk № 916 «onderlinge duels» 20:00 uur | Argentinië                                   | 2 – 1 | Kroatië           | Boleyn Ground, Londen Toeschouwers: 12.000 Scheidsrechter: Andre Marriner (ENG) |
| 12 november Vriendschappelijk № 916 «onderlinge duels» 20:00 uur | Cristian Ansaldi 49' Lionel Messi 57' (pen.) |       | 11' Anas Sharbini | Boleyn Ground, Londen Toeschouwers: 12.000 Scheidsrechter: Andre Marriner (ENG) |

|                                                                  |            |                         |          |                                                                                     |
| 18 november Vriendschappelijk № 917 «onderlinge duels» 20:45 uur | Argentinië | 0 – 1                   | Portugal | Old Trafford, Manchester Toeschouwers: 41.233 Scheidsrechter: Martin Atkinson (ENG) |
| 18 november Vriendschappelijk № 917 «onderlinge duels» 20:45 uur |            | 90+1' Raphaël Guerreiro |          | Old Trafford, Manchester Toeschouwers: 41.233 Scheidsrechter: Martin Atkinson (ENG) |

### 2015
|                                                               |             |                                                   |            |                                                                                              |
| 28 maart Vriendschappelijk № 918 «onderlinge duels» 20:30 uur | El Salvador | 0 – 2                                             | Argentinië | FedEx Field, Prince George's County Toeschouwers: 53.968 Scheidsrechter: Mario Escobar (GUA) |
| 28 maart Vriendschappelijk № 918 «onderlinge duels» 20:30 uur |             | 54' (e.d.) Néstor Renderos 88' Federico Mancuello |            | FedEx Field, Prince George's County Toeschouwers: 53.968 Scheidsrechter: Mario Escobar (GUA) |

|                                                     |                                  |       |                    |                                                                                             |
| 31 maart Vriendschappelijk № 919 «onderlinge duels» | Argentinië                       | 2 – 1 | Ecuador            | MetLife Stadium, East Rutherford Toeschouwers: 48.000 Scheidsrechter: Silviu Petrescu (CAN) |
| 31 maart Vriendschappelijk № 919 «onderlinge duels» | Kun Agüero 8' Javier Pastore 58' |       | 24' Miller Bolaños | MetLife Stadium, East Rutherford Toeschouwers: 48.000 Scheidsrechter: Silviu Petrescu (CAN) |

|                                                   | |       |         |                                                                                |
| 6 juni Vriendschappelijk № 920 «onderlinge duels» | Argentinië                                                                                                | 5 – 0 | Bolivia | Estadio San Juan del Bicentenario, San Juan Scheidsrechter: Jorge Osorio (CHI) |
| 6 juni Vriendschappelijk № 920 «onderlinge duels» | Ángel Di María 25' Sergio Agüero 29' (pen.) Sergio Agüero 31' Sergio Agüero 51' Ángel Di María 55' (pen.) |       |         | Estadio San Juan del Bicentenario, San Juan Scheidsrechter: Jorge Osorio (CHI) |

| Copa América 2015 |
| ----------------- |

|                                                                 |                                           |       |                                     |                                                                                        |
| 13 juni Copa América Groep B № 921 «onderlinge duels» 18:30 uur | Argentinië                                | 2 – 2 | Paraguay                            | Estadio La Portada, La Serena Toeschouwers: 16.281 Scheidsrechter: Wilmar Roldán (COL) |
| 13 juni Copa América Groep B № 921 «onderlinge duels» 18:30 uur | Sergio Agüero 29' Lionel Messi 36' (pen.) |       | 60' Nelson Valdez 90' Lucas Barrios | Estadio La Portada, La Serena Toeschouwers: 16.281 Scheidsrechter: Wilmar Roldán (COL) |

|                                                                 |                   |       |         |                                                                  |
| 16 juni Copa América Groep B № 922 «onderlinge duels» 20:30 uur | Argentinië        | 1 – 0 | Uruguay | Estadio La Portada, La Serena Scheidsrechter: Sandro Ricci (BRA) |
| 16 juni Copa América Groep B № 922 «onderlinge duels» 20:30 uur | Sergio Agüero 56' |       |         | Estadio La Portada, La Serena Scheidsrechter: Sandro Ricci (BRA) |

|                                                                 |                     |       |         |                                                                                         |
| 20 juni Copa América Groep B № 923 «onderlinge duels» 18:30 uur | Argentinië          | 1 – 0 | Jamaica | Estadio Regional, Antofagasta Toeschouwers: 21.083 Scheidsrechter: Julio Bascuñán (CHI) |
| 20 juni Copa América Groep B № 923 «onderlinge duels» 18:30 uur | Gonzalo Higuaín 11' |       |         | Estadio Regional, Antofagasta Toeschouwers: 21.083 Scheidsrechter: Julio Bascuñán (CHI) |

|                                                                     |                                                                                                |       | |                                                                                                  |
| 26 juni Copa América Kwartfinale № 924 «onderlinge duels» 20:30 uur | Argentinië                                                                                     | 0 – 0 | Colombia                                                                                                 | Estadio Sausalito, Viña del Mar Toeschouwers: 21.508 Scheidsrechter: Roberto García Orozco (MEX) |
| 26 juni Copa América Kwartfinale № 924 «onderlinge duels» 20:30 uur |                                                                                                |       | | Estadio Sausalito, Viña del Mar Toeschouwers: 21.508 Scheidsrechter: Roberto García Orozco (MEX) |
| 26 juni Copa América Kwartfinale № 924 «onderlinge duels» 20:30 uur | Strafschoppen                                                                                  |       | | Estadio Sausalito, Viña del Mar Toeschouwers: 21.508 Scheidsrechter: Roberto García Orozco (MEX) |
| 26 juni Copa América Kwartfinale № 924 «onderlinge duels» 20:30 uur | Lionel Messi Ezequiel Garay Éver Banega Ezequiel Lavezzi Lucas Biglia Marcos Rojo Carlos Tévez | 5 – 4 | James Rodríguez Radamel Falcao Juan Cuadrado Luis Muriel Edwin Cardona Juan Camilo Zúñiga Jeison Murillo | Estadio Sausalito, Viña del Mar Toeschouwers: 21.508 Scheidsrechter: Roberto García Orozco (MEX) |

|                                                                      | |       |                   | |
| 30 juni Copa América Halve finale № 925 «onderlinge duels» 20:30 uur | Argentinië                                                                                                  | 6 – 1 | Paraguay          | Estadio Municipal de Concepción, Concepción Toeschouwers: 29.205 Scheidsrechter: Sandro Ricci (BRA) |
| 30 juni Copa América Halve finale № 925 «onderlinge duels» 20:30 uur | Marcos Rojo 15' Javier Pastore 27' Ángel Di María 47' Ángel Di María 53' Kun Agüero 80' Gonzalo Higuaín 83' |       | 43' Lucas Barrios | Estadio Municipal de Concepción, Concepción Toeschouwers: 29.205 Scheidsrechter: Sandro Ricci (BRA) |

|                                                               |                                                               |       |                                          |                                                                                     |
| 4 juli Copa América Finale № 926 «onderlinge duels» 17:00 uur | Chili                                                         | 0 – 0 | Argentinië                               | Estadio Nacional, Santiago Toeschouwers: 45.693 Scheidsrechter: Wilmar Roldán (COL) |
| 4 juli Copa América Finale № 926 «onderlinge duels» 17:00 uur |                                                               |       |                                          | Estadio Nacional, Santiago Toeschouwers: 45.693 Scheidsrechter: Wilmar Roldán (COL) |
| 4 juli Copa América Finale № 926 «onderlinge duels» 17:00 uur | Strafschoppen                                                 |       |                                          | Estadio Nacional, Santiago Toeschouwers: 45.693 Scheidsrechter: Wilmar Roldán (COL) |
| 4 juli Copa América Finale № 926 «onderlinge duels» 17:00 uur | Matías Fernández Arturo Vidal Charles Aránguiz Alexis Sánchez | 4 – 1 | Lionel Messi Gonzalo Higuaín Éver Banega | Estadio Nacional, Santiago Toeschouwers: 45.693 Scheidsrechter: Wilmar Roldán (COL) |

|  |  |  |  |  |  |  |  |  |

|                                                        | |       |         |                                                                                           |
| 4 september Vriendschappelijk № 927 «onderlinge duels» | Argentinië | 7 – 0 | Bolivia | Cowboys Stadium, Dallas Toeschouwers: 22.000 Scheidsrechter: César Ramos Palazuelos (MEX) |
| 4 september Vriendschappelijk № 927 «onderlinge duels» | Ezequiel Lavezzi 6' Kun Agüero 34' Ezequiel Lavezzi 41' Kun Agüero 59' Lionel Messi 67' Lionel Messi 75' Ángel Correa 84' |       |         | Cowboys Stadium, Dallas Toeschouwers: 22.000 Scheidsrechter: César Ramos Palazuelos (MEX) |

|                                                        |                                                |       |                                 |                                                                                    |
| 8 september Vriendschappelijk № 928 «onderlinge duels» | Mexico                                         | 2 – 2 | Argentinië                      | Cowboys Stadium, Dallas Toeschouwers: 82.559 Scheidsrechter: Ricardo Salazar (USA) |
| 8 september Vriendschappelijk № 928 «onderlinge duels» | Javier Hernández 19' (pen.) Héctor Herrera 70' |       | 85' Kun Agüero 89' Lionel Messi | Cowboys Stadium, Dallas Toeschouwers: 82.559 Scheidsrechter: Ricardo Salazar (USA) |

|                                                                   |            |                                       |         | |
| 8 oktober Kwalificatie WK 2018 № 929 «onderlinge duels» 21:00 uur | Argentinië | 0 – 2                                 | Ecuador | Estadio Monumental Antonio Vespucio Liberti, Núñez Toeschouwers: 35.000 Scheidsrechter: Julio Bascuñán (CHI) |
| 8 oktober Kwalificatie WK 2018 № 929 «onderlinge duels» 21:00 uur |            | 81' Frickson Erazo 82' Felipe Caicedo |         | Estadio Monumental Antonio Vespucio Liberti, Núñez Toeschouwers: 35.000 Scheidsrechter: Julio Bascuñán (CHI) |

|                                                                    |          |       |            |                                                                                                |
| 13 oktober Kwalificatie WK 2018 № 930 «onderlinge duels» 21:00 uur | Paraguay | 0 – 0 | Argentinië | Estadio Defensores del Chaco, Asuncion Toeschouwers: 27.500 Scheidsrechter: Andrés Cunha (URU) |
| 13 oktober Kwalificatie WK 2018 № 930 «onderlinge duels» 21:00 uur |          |       |            | Estadio Defensores del Chaco, Asuncion Toeschouwers: 27.500 Scheidsrechter: Andrés Cunha (URU) |

|                                                                     |                      |       |                | |
| 13 november Kwalificatie WK 2018 № 931 «onderlinge duels» 21:00 uur | Argentinië           | 1 – 1 | Brazilië       | Estadio Monumental Antonio Vespucio Liberti, Buenos Aires Toeschouwers: 40.000 Scheidsrechter: Antonio Arias (PAR) |
| 13 november Kwalificatie WK 2018 № 931 «onderlinge duels» 21:00 uur | Ezequiel Lavezzi 34' |       | 58' Lucas Lima | Estadio Monumental Antonio Vespucio Liberti, Buenos Aires Toeschouwers: 40.000 Scheidsrechter: Antonio Arias (PAR) |

|                                                                     |          |                  |            | |
| 17 november Kwalificatie WK 2018 № 932 «onderlinge duels» 15:30 uur | Colombia | 0 – 1            | Argentinië | Estadio Metropolitano Roberto Meléndez, Barranquilla Toeschouwers: 27.500 Scheidsrechter: Carlos Vera (ECU) |
| 17 november Kwalificatie WK 2018 № 932 «onderlinge duels» 15:30 uur |          | 20' Lucas Biglia |            | Estadio Metropolitano Roberto Meléndez, Barranquilla Toeschouwers: 27.500 Scheidsrechter: Carlos Vera (ECU) |

### 2016
|                                                                  |                      |       |                                        |                                                                                   |
| 24 maart Kwalificatie WK 2018 № 933 «onderlinge duels» 20:30 uur | Chili                | 1 – 2 | Argentinië                             | Estadio Nacional, Santiago Toeschouwers: 44.536 Scheidsrechter: Héber Lopes (BRA) |
| 24 maart Kwalificatie WK 2018 № 933 «onderlinge duels» 20:30 uur | Felipe Gutiérrez 11' |       | 20' Ángel Di María 25' Gabriel Mercado | Estadio Nacional, Santiago Toeschouwers: 44.536 Scheidsrechter: Héber Lopes (BRA) |

|                                                                  |                                             |       |         |                                                                                                   |
| 29 maart Kwalificatie WK 2018 № 934 «onderlinge duels» 20:30 uur | Argentinië                                  | 2 – 0 | Bolivia | Estadio Mario Alberto Kempes, Córdoba Toeschouwers: 53.000 Scheidsrechter: Jesús Valenzuela (VEN) |
| 29 maart Kwalificatie WK 2018 № 934 «onderlinge duels» 20:30 uur | Gabriel Mercado 21' Lionel Messi 29' (pen.) |       |         | Estadio Mario Alberto Kempes, Córdoba Toeschouwers: 53.000 Scheidsrechter: Jesús Valenzuela (VEN) |

|                                                   |                     |       |          | |
| 27 mei Vriendschappelijk № 935 «onderlinge duels» | Argentinië          | 1 – 0 | Honduras | Estadio San Juan del Bicentenario, San Juan Toeschouwers: 18.000 Scheidsrechter: Jorge Osorio (CHI) |
| 27 mei Vriendschappelijk № 935 «onderlinge duels» | Gonzalo Higuaín 31' |       |          | Estadio San Juan del Bicentenario, San Juan Toeschouwers: 18.000 Scheidsrechter: Jorge Osorio (CHI) |

| Copa América Centenario |
| ----------------------- |

|                                                                |                                    |       |                       |                                                                                         |
| 6 juni Copa América Groep D № 936 «onderlinge duels» 22:00 uur | Argentinië                         | 2 – 1 | Chili                 | Levi's Stadium, Santa Clara Toeschouwers: 69.451 Scheidsrechter: Daniel Fedorczuk (URU) |
| 6 juni Copa América Groep D № 936 «onderlinge duels» 22:00 uur | Ángel Di María 51' Éver Banega 59' |       | 90+3' José Fuenzalida | Levi's Stadium, Santa Clara Toeschouwers: 69.451 Scheidsrechter: Daniel Fedorczuk (URU) |

|                                                                 |                                                                                          |       |        |                                                                                |
| 10 juni Copa América Groep D № 937 «onderlinge duels» 21:30 uur | Argentinië                                                                               | 5 – 0 | Panama | Soldier Field, Chicago Toeschouwers: 53.885 Scheidsrechter: Joel Aguilar (SLV) |
| 10 juni Copa América Groep D № 937 «onderlinge duels» 21:30 uur | Nicolás Otamendi 7' Lionel Messi 68' Lionel Messi 78' Lionel Messi 87' Sergio Agüero 90' |       |        | Soldier Field, Chicago Toeschouwers: 53.885 Scheidsrechter: Joel Aguilar (SLV) |

|                                                                 |                                                        |       |         |                                                                                       |
| 14 juni Copa América Groep D № 938 «onderlinge duels» 22:00 uur | Argentinië                                             | 3 – 0 | Bolivia | CenturyLink Field, Seattle Toeschouwers: 45.753 Scheidsrechter: Víctor Carrillo (PER) |
| 14 juni Copa América Groep D № 938 «onderlinge duels» 22:00 uur | Erik Lamela 13' Ezequiel Lavezzi 15' Víctor Cuesta 32' |       |         | CenturyLink Field, Seattle Toeschouwers: 45.753 Scheidsrechter: Víctor Carrillo (PER) |

|                                                                     |                                                                         |       |                         |                                                                                               |
| 18 juni Copa América Kwartfinale № 939 «onderlinge duels» 19:00 uur | Argentinië                                                              | 4 – 1 | Venezuela               | Gillette Stadium, Foxborough Toeschouwers: 59.183 Scheidsrechter: Roberto García Orozco (MEX) |
| 18 juni Copa América Kwartfinale № 939 «onderlinge duels» 19:00 uur | Gonzalo Higuaín 8' Gonzalo Higuaín 28' Lionel Messi 60' Erik Lamela 71' |       | 70' José Salomón Rondón | Gillette Stadium, Foxborough Toeschouwers: 59.183 Scheidsrechter: Roberto García Orozco (MEX) |

|                                                                      |                  |                                                                              |            |                                                                                 |
| 21 juni Copa América Halve finale № 940 «onderlinge duels» 21:00 uur | Verenigde Staten | 0 – 4                                                                        | Argentinië | NRG Stadium, Houston Toeschouwers: 70.858 Scheidsrechter: Enrique Cáceres (PAR) |
| 21 juni Copa América Halve finale № 940 «onderlinge duels» 21:00 uur |                  | 3' Ezequiel Lavezzi 32' Lionel Messi 50' Gonzalo Higuaín 86' Gonzalo Higuaín |            | NRG Stadium, Houston Toeschouwers: 70.858 Scheidsrechter: Enrique Cáceres (PAR) |

|                                                                |                                                           |              |                                                                                |                                                                                         |
| 26 juni Copa América Finale № 941 «onderlinge duels» 20:00 uur | Argentinië                                                | 0 – 0 (n.v.) | Chili                                                                          | MetLife Stadium, East Rutherford Toeschouwers: 82.026 Scheidsrechter: Héber Lopes (BRA) |
| 26 juni Copa América Finale № 941 «onderlinge duels» 20:00 uur |                                                           |              |                                                                                | MetLife Stadium, East Rutherford Toeschouwers: 82.026 Scheidsrechter: Héber Lopes (BRA) |
| 26 juni Copa América Finale № 941 «onderlinge duels» 20:00 uur | Strafschoppen                                             |              |                                                                                | MetLife Stadium, East Rutherford Toeschouwers: 82.026 Scheidsrechter: Héber Lopes (BRA) |
| 26 juni Copa América Finale № 941 «onderlinge duels» 20:00 uur | Lionel Messi Javier Mascherano Sergio Agüero Lucas Biglia | 2 – 4        | Arturo Vidal Nicolás Castillo Charles Aránguiz Jean Beausejour Francisco Silva | MetLife Stadium, East Rutherford Toeschouwers: 82.026 Scheidsrechter: Héber Lopes (BRA) |

|  |  |  |  |  |  |  |  |  |

|                                                                     |                  |       |         |                                                                                                |
| 1 september Kwalificatie WK 2018 № 942 «onderlinge duels» 20:30 uur | Argentinië       | 1 – 0 | Uruguay | Estadio Malvinas Argentinas, Mendoza Toeschouwers: 42.000 Scheidsrechter: Julio Bascuñán (CHI) |
| 1 september Kwalificatie WK 2018 № 942 «onderlinge duels» 20:30 uur | Lionel Messi 43' |       |         | Estadio Malvinas Argentinas, Mendoza Toeschouwers: 42.000 Scheidsrechter: Julio Bascuñán (CHI) |

|                                                                     |                                    |       |                                       |                                                                                         |
| 6 september Kwalificatie WK 2018 № 943 «onderlinge duels» 20:30 uur | Venezuela                          | 2 – 2 | Argentinië                            | Estadio Metropolitano, Mérida Toeschouwers: 40.000 Scheidsrechter: Roddy Zambrano (ECU) |
| 6 september Kwalificatie WK 2018 № 943 «onderlinge duels» 20:30 uur | Juanpi Añor 35' Josef Martínez 53' |       | 58' Lucas Pratto 84' Nicolás Otamendi | Estadio Metropolitano, Mérida Toeschouwers: 40.000 Scheidsrechter: Roddy Zambrano (ECU) |

|                                                                   |                                               |       |                                           |                                                                                |
| 6 oktober Kwalificatie WK 2018 № 944 «onderlinge duels» 21:15 uur | Peru                                          | 2 – 2 | Argentinië                                | Estadio Nacional, Lima Toeschouwers: 50.000 Scheidsrechter: Sandro Ricci (BRA) |
| 6 oktober Kwalificatie WK 2018 № 944 «onderlinge duels» 21:15 uur | Paolo Guerrero 59' Christian Cueva 83' (pen.) |       | 15' Ramiro Funes Mori 77' Gonzalo Higuaín | Estadio Nacional, Lima Toeschouwers: 50.000 Scheidsrechter: Sandro Ricci (BRA) |

|                                                                    |            |                     |          |                                                                                                   |
| 11 oktober Kwalificatie WK 2018 № 945 «onderlinge duels» 20:30 uur | Argentinië | 0 – 1               | Paraguay | Estadio Mario Alberto Kempes, Córdoba Toeschouwers: 51.203 Scheidsrechter: Daniel Fedorczuk (URU) |
| 11 oktober Kwalificatie WK 2018 № 945 «onderlinge duels» 20:30 uur |            | 18' Derlis González |          | Estadio Mario Alberto Kempes, Córdoba Toeschouwers: 51.203 Scheidsrechter: Daniel Fedorczuk (URU) |

|                                                                     |                                               |       |            |                                                                                    |
| 10 november Kwalificatie WK 2018 № 946 «onderlinge duels» 20:45 uur | Brazilië                                      | 3 – 0 | Argentinië | Mineirão, Belo Horizonte Toeschouwers: 50.150 Scheidsrechter: Julio Bascuñán (CHI) |
| 10 november Kwalificatie WK 2018 № 946 «onderlinge duels» 20:45 uur | Philippe Coutinho 25' Neymar 45' Paulinho 58' |       |            | Mineirão, Belo Horizonte Toeschouwers: 50.150 Scheidsrechter: Julio Bascuñán (CHI) |

|                                                                     |                                                      |       |          | |
| 15 november Kwalificatie WK 2018 № 947 «onderlinge duels» 19:30 uur | Argentinië                                           | 3 – 0 | Colombia | Estadio San Juan del Bicentenario, San Juan Toeschouwers: 24.207 Scheidsrechter: Roddy Zambrano (ECU) |
| 15 november Kwalificatie WK 2018 № 947 «onderlinge duels» 19:30 uur | Lionel Messi 11' Lucas Pratto 23' Ángel Di María 84' |       |          | Estadio San Juan del Bicentenario, San Juan Toeschouwers: 24.207 Scheidsrechter: Roddy Zambrano (ECU) |

### 2017
|                                                                  |                         |       |       |                                                                                          |
| 23 maart Kwalificatie WK 2018 № 948 «onderlinge duels» 20:30 uur | Argentinië              | 1 – 0 | Chili | Estadio Monumental, Buenos Aires Toeschouwers: 68.000 Scheidsrechter: Sandro Ricci (BRA) |
| 23 maart Kwalificatie WK 2018 № 948 «onderlinge duels» 20:30 uur | Lionel Messi 16' (pen.) |       |       | Estadio Monumental, Buenos Aires Toeschouwers: 68.000 Scheidsrechter: Sandro Ricci (BRA) |

|                                                                  |                                  |       |            |                                                                                         |
| 28 maart Kwalificatie WK 2018 № 949 «onderlinge duels» 21:00 uur | Bolivia                          | 2 – 0 | Argentinië | Estadio Hernando Siles, La Paz Toeschouwers: 25.000 Scheidsrechter: Wilmar Roldán (COL) |
| 28 maart Kwalificatie WK 2018 № 949 «onderlinge duels» 21:00 uur | Juan Arce 31' Marcelo Moreno 52' |       |            | Estadio Hernando Siles, La Paz Toeschouwers: 25.000 Scheidsrechter: Wilmar Roldán (COL) |

|                                                             |          |                     |            |                                                                                            |
| 9 juni Vriendschappelijk № 950 «onderlinge duels» 20:00 uur | Brazilië | 0 – 1               | Argentinië | Melbourne Cricket Ground, Melbourne Toeschouwers: 95.569 Scheidsrechter: Chris Beath (AUS) |
| 9 juni Vriendschappelijk № 950 «onderlinge duels» 20:00 uur |          | 45' Gabriel Mercado |            | Melbourne Cricket Ground, Melbourne Toeschouwers: 95.569 Scheidsrechter: Chris Beath (AUS) |

|                                                              |           | |            |                                                                                       |
| 13 juni Vriendschappelijk № 951 «onderlinge duels» 20:30 uur | Singapore | 0 – 6 | Argentinië | Nationaal stadion, Kallang Toeschouwers: 28.000 Scheidsrechter: Hiroyuki Kimura (JPN) |
| 13 juni Vriendschappelijk № 951 «onderlinge duels» 20:30 uur |           | 25' Federico Fazio 30' Joaquín Correa 60' Alejandro Gómez 74' Leandro Paredes 90' Lucas Alario 90+4' Ángel Di María |            | Nationaal stadion, Kallang Toeschouwers: 28.000 Scheidsrechter: Hiroyuki Kimura (JPN) |

|                                                                     |         |       |            |                                                                                           |
| 31 augustus Kwalificatie WK 2018 № 952 «onderlinge duels» 20:00 uur | Uruguay | 0 – 0 | Argentinië | Estadio Centenario, Montevideo Toeschouwers: 55.000 Scheidsrechter: Víctor Carrillo (PER) |
| 31 augustus Kwalificatie WK 2018 № 952 «onderlinge duels» 20:00 uur |         |       |            | Estadio Centenario, Montevideo Toeschouwers: 55.000 Scheidsrechter: Víctor Carrillo (PER) |

|                                                                     |                           |       |                  |                                                                                           |
| 5 september Kwalificatie WK 2018 № 953 «onderlinge duels» 20:30 uur | Argentinië                | 1 – 1 | Venezuela        | Estadio Monumental, Buenos Aires Toeschouwers: 60.000 Scheidsrechter: Roberto Tobar (CHI) |
| 5 september Kwalificatie WK 2018 № 953 «onderlinge duels» 20:30 uur | Rolf Feltscher 54' (e.d.) |       | 51' Jhon Murillo | Estadio Monumental, Buenos Aires Toeschouwers: 60.000 Scheidsrechter: Roberto Tobar (CHI) |

|                                                                   |            |       |      | |
| 5 oktober Kwalificatie WK 2018 № 954 «onderlinge duels» 20:30 uur | Argentinië | 0 – 0 | Peru | Estadio Alberto J. Armando, Buenos Aires Toeschouwers: 47.960 Scheidsrechter: Wilton Sampaio (BRA) |
| 5 oktober Kwalificatie WK 2018 № 954 «onderlinge duels» 20:30 uur |            |       |      | Estadio Alberto J. Armando, Buenos Aires Toeschouwers: 47.960 Scheidsrechter: Wilton Sampaio (BRA) |

|                                                                    |                   |       |                                                    |                                                                                               |
| 10 oktober Kwalificatie WK 2018 № 955 «onderlinge duels» 18:30 uur | Ecuador           | 1 – 3 | Argentinië                                         | Estadio Olímpico Atahualpa, Quito Toeschouwers: 25.600 Scheidsrechter: Anderson Daronco (BRA) |
| 10 oktober Kwalificatie WK 2018 № 955 «onderlinge duels» 18:30 uur | Romario Ibarra 1' |       | 11' Lionel Messi 18' Lionel Messi 62' Lionel Messi | Estadio Olímpico Atahualpa, Quito Toeschouwers: 25.600 Scheidsrechter: Anderson Daronco (BRA) |

|                                                                  |         |                |            |                                                                                              |
| 10 november Vriendschappelijk № 956 «onderlinge duels» 17:00 uur | Rusland | 0 – 1          | Argentinië | Olympisch Stadion Loezjniki, Moskou Toeschouwers: 78.750 Scheidsrechter: Damir Skomina (SLO) |
| 10 november Vriendschappelijk № 956 «onderlinge duels» 17:00 uur |         | 86' Kun Agüero |            | Olympisch Stadion Loezjniki, Moskou Toeschouwers: 78.750 Scheidsrechter: Damir Skomina (SLO) |

|                                                                  |                                |       |                                                                     |                                                                                              |
| 14 november Vriendschappelijk № 957 «onderlinge duels» 17:30 uur | Argentinië                     | 2 – 4 | Nigeria                                                             | Krasnodar Stadion, Krasnodar Toeschouwers: 22.739 Scheidsrechter: Vladislav Bezborodov (RUS) |
| 14 november Vriendschappelijk № 957 «onderlinge duels» 17:30 uur | Éver Banega 27' Kun Agüero 36' |       | 45' Kelechi Iheanacho 52' Alex Iwobi 54' Brian Idowu 73' Alex Iwobi | Krasnodar Stadion, Krasnodar Toeschouwers: 22.739 Scheidsrechter: Vladislav Bezborodov (RUS) |

### 2018
|                                                               |                                    |       |        |                                                                                       |
| 23 maart Vriendschappelijk № 958 «onderlinge duels» 20:45 uur | Argentinië                         | 2 – 0 | Italië | Etihad Stadium, Manchester Toeschouwers: 25.000 Scheidsrechter: Martin Atkinson (ENG) |
| 23 maart Vriendschappelijk № 958 «onderlinge duels» 20:45 uur | Éver Banega 75' Manuel Lanzini 85' |       |        | Etihad Stadium, Manchester Toeschouwers: 25.000 Scheidsrechter: Martin Atkinson (ENG) |

|                                                               |                                                                                |       |                      |                                                                                       |
| 27 maart Vriendschappelijk № 959 «onderlinge duels» 21:30 uur | Spanje                                                                         | 6 – 1 | Argentinië           | Wanda Metropolitano, Madrid Toeschouwers: 65.541 Scheidsrechter: Anthony Taylor (ENG) |
| 27 maart Vriendschappelijk № 959 «onderlinge duels» 21:30 uur | Diego Costa 12' Isco 27' Isco 52' Thiago Alcântara 55' Iago Aspas 73' Isco 74' |       | 39' Nicolás Otamendi | Wanda Metropolitano, Madrid Toeschouwers: 65.541 Scheidsrechter: Anthony Taylor (ENG) |

|                                                             |                                                                             |       |       | |
| 29 mei Vriendschappelijk № 960 «onderlinge duels» 20:00 uur | Argentinië                                                                  | 4 – 0 | Haïti | Estadio Alberto J. Armando, Buenos Aires Toeschouwers: 40.000 Scheidsrechter: Arnaldo Ariel Samaniego (PAR) |
| 29 mei Vriendschappelijk № 960 «onderlinge duels» 20:00 uur | Lionel Messi 17' (pen.) Lionel Messi 58' Lionel Messi 66' Sergio Agüero 69' |       |       | Estadio Alberto J. Armando, Buenos Aires Toeschouwers: 40.000 Scheidsrechter: Arnaldo Ariel Samaniego (PAR) |

|                                                                   |          |       |            |                                                                                            |
| 11 september Vriendschappelijk № 966 «onderlinge duels» 20:00 uur | Colombia | 0 – 0 | Argentinië | MetLife Stadium, East Rutherfortd Toeschouwers: 35.624 Scheidsrechter: Ismail Elfath (USA) |
| 11 september Vriendschappelijk № 966 «onderlinge duels» 20:00 uur |          |       |            | MetLife Stadium, East Rutherfortd Toeschouwers: 35.624 Scheidsrechter: Ismail Elfath (USA) |

|                                                                  |                                           |       |        |                                                                              |
| 16 november Vriendschappelijk № 969 «onderlinge duels» 21:00 uur | Argentinië                                | 2 – 0 | Mexico | Estadio Mario Alberto Kempes, Cordoba Scheidsrechter: Esteban Ostojich (URU) |
| 16 november Vriendschappelijk № 969 «onderlinge duels» 21:00 uur | Ramiro Funes Mori 44', Isaác Brizuela 83' |       |        | Estadio Mario Alberto Kempes, Cordoba Scheidsrechter: Esteban Ostojich (URU) |

| WK voetbal 2018 |
| --------------- |

|                                                    |                   |       |                        |                                                                                      |
| 16 juni WK 2018 № 961 «onderlinge duels» 15:00 uur | Argentinië        | 1 – 1 | IJsland                | Otkrytieje Arena, Moskou Toeschouwers: 44.190 Scheidsrechter: Szymon Marciniak (POL) |
| 16 juni WK 2018 № 961 «onderlinge duels» 15:00 uur | Sergio Agüero 19' |       | 23' Alfreð Finnbogason | Otkrytieje Arena, Moskou Toeschouwers: 44.190 Scheidsrechter: Szymon Marciniak (POL) |

|                                                            |            |                                                   |         | |
| 21 juni WK 2018 Groep D № 962 «onderlinge duels» 20:00 uur | Argentinië | 0 – 3                                             | Kroatië | Stadion Nizjni Novgorod, Nizjni Novgorod Toeschouwers: 43.319 Scheidsrechter: Ravshan Irmatov (UZB) |
| 21 juni WK 2018 Groep D № 962 «onderlinge duels» 20:00 uur |            | 53' Ante Rebić 80' Luka Modrić 90+1' Ivan Rakitić |         | Stadion Nizjni Novgorod, Nizjni Novgorod Toeschouwers: 43.319 Scheidsrechter: Ravshan Irmatov (UZB) |

|                                                            |                         |       |                                  |                                                                                              |
| 26 juni WK 2018 Groep D № 963 «onderlinge duels» 21:00 uur | Nigeria                 | 1 – 2 | Argentinië                       | Nieuwe Zenitstadion, Sint-Petersburg Toeschouwers: 64.468 Scheidsrechter: Cüneyt Çakır (TUR) |
| 26 juni WK 2018 Groep D № 963 «onderlinge duels» 21:00 uur | Victor Moses 51' (pen.) |       | 14' Lionel Messi 86' Marcos Rojo | Nieuwe Zenitstadion, Sint-Petersburg Toeschouwers: 64.468 Scheidsrechter: Cüneyt Çakır (TUR) |

|                                                                   |                                                                                      |       |                                                            |                                                                               |
| 30 juni WK 2018 Achtste finale № 964 «onderlinge duels» 16:00 uur | Frankrijk                                                                            | 4 – 3 | Argentinië                                                 | Kazan Arena, Kazan Toeschouwers: 42.873 Scheidsrechter: Alireza Faghani (IRI) |
| 30 juni WK 2018 Achtste finale № 964 «onderlinge duels» 16:00 uur | Antoine Griezmann 13' (pen.) Benjamin Pavard 57' Kylian Mbappé 64' Kylian Mbappé 68' |       | 41' Ángel Di María 48' Gabriel Mercado 90+3' Sergio Agüero | Kazan Arena, Kazan Toeschouwers: 42.873 Scheidsrechter: Alireza Faghani (IRI) |

|  |  |  |  |  |  |  |  |  |

### 2019
|                                                               |                      |       |                                                            |                                                                               |
| 22 maart Vriendschappelijk № 971 «onderlinge duels» 21:00 uur | Argentinië           | 1 – 3 | Venezuela                                                  | Wanda Metropolitano Stadion Scheidsrechter: José María Sánchez Martínez (ESP) |
| 22 maart Vriendschappelijk № 971 «onderlinge duels» 21:00 uur | Lautaro Martínez 59' |       | José Salomón Rondón 6' Jhon Murillo 44' Josef Martínez 75' | Wanda Metropolitano Stadion Scheidsrechter: José María Sánchez Martínez (ESP) |

|                                                               |         |                  |            |                                                                                    |
| 26 maart Vriendschappelijk № 972 «onderlinge duels» 20:00 uur | Marokko | 0 – 1            | Argentinië | Stade Ibn Batouta, Tanger Toeschouwers: 35.000 Scheidsrechter: Janny Sikazwe (ZAM) |
| 26 maart Vriendschappelijk № 972 «onderlinge duels» 20:00 uur |         | Ángel Correa 83' |            | Stade Ibn Batouta, Tanger Toeschouwers: 35.000 Scheidsrechter: Janny Sikazwe (ZAM) |

|                                                             |                                                                     |       |                    |                                                                                              |
| 7 juni Vriendschappelijk № 973 «onderlinge duels» 21:00 uur | Argentinië                                                          | 5 – 1 | Nicaragua          | Estadio del Bicentenario, San Juan Toeschouwers: 24,250 Scheidsrechter: Eduardo Gamboa (CHI) |
| 7 juni Vriendschappelijk № 973 «onderlinge duels» 21:00 uur | Lionel Messi 37', 38' Lautaro Martínez 63', 73' Roberto Pereyra 81' |       | Juan Barrera 90+1' | Estadio del Bicentenario, San Juan Toeschouwers: 24,250 Scheidsrechter: Eduardo Gamboa (CHI) |

| Copa América 2019 |
| ----------------- |

|                                                                      |                  |       |                     |                                                                                    |
| 19 juni Copa America 2019 Grupe B № 975 «onderlinge duels» 21:30 uur | Argentinië       | 1 – 1 | Paraguay            | Estadio Mineirão Toeschouwers: 35.265 Scheidsrechter: Wilton Pereira Sampaio (BRA) |
| 19 juni Copa America 2019 Grupe B № 975 «onderlinge duels» 21:30 uur | Lionel Messi 57' |       | Richard Sánchez 36' | Estadio Mineirão Toeschouwers: 35.265 Scheidsrechter: Wilton Pereira Sampaio (BRA) |

|                                                                       |       |                                       |            |                                                                                         |
| 23 juni Copa América 2019 Gruppe B № 976 «onderlinge duels» 16:00 uur | Qatar | 0 – 2                                 | Argentinië | Arena do Grêmio, Porto Alegre Toeschouwers: 41.390 Scheidsrechter: Julio Bascuñán (CHI) |
| 23 juni Copa América 2019 Gruppe B № 976 «onderlinge duels» 16:00 uur |       | Lautaro Martínez 4' Sergio Agüero 82' |            | Arena do Grêmio, Porto Alegre Toeschouwers: 41.390 Scheidsrechter: Julio Bascuñán (CHI) |

|                                                                          |           |                                           |            |                                                                                   |
| 28 juni Copa América 2019 Kwartfinale № 977 «onderlinge duels» 16:00 uur | Venezuela | 0 – 2                                     | Argentinië | Maracanã, Rio de Janeiro Toeschouwers: 50,094 Scheidsrechter: Wilmar Roldán (COL) |
| 28 juni Copa América 2019 Kwartfinale № 977 «onderlinge duels» 16:00 uur |           | Lautaro Martínez 10' Giovani Lo Celso 74' |            | Maracanã, Rio de Janeiro Toeschouwers: 50,094 Scheidsrechter: Wilmar Roldán (COL) |

|                                                                          |                                    |       |                  |                                                                                              |
| 6 juli Copa América 2019 Troostfinale № 979 «onderlinge duels» 16:00 uur | Argentinië                         | 2 – 1 | Chili            | Arena de São Paulo, São Paulo Toeschouwers: 44,269 Scheidsrechter: Mario Díaz de Vivar (PAR) |
| 6 juli Copa América 2019 Troostfinale № 979 «onderlinge duels» 16:00 uur | Sergio Agüero 12' Paulo Dybala 22' |       | Arturo Vidal 59' | Arena de São Paulo, São Paulo Toeschouwers: 44,269 Scheidsrechter: Mario Díaz de Vivar (PAR) |

|                                                                  |       |       |            |                                                                               |
| 5 september Vriendschappelijk № 980 «onderlinge duels» 19:00 uur | Chili | 0 – 0 | Argentinië | Los Angeles Memorial Coliseum, Los Angeles Scheidsrechter: Jair Marrufo (USA) |
| 5 september Vriendschappelijk № 980 «onderlinge duels» 19:00 uur |       |       |            | Los Angeles Memorial Coliseum, Los Angeles Scheidsrechter: Jair Marrufo (USA) |

|                                                                   |                                                   |       |        |                                                                                        |
| 11 september Vriendschappelijk № 981 «onderlinge duels» 20:30 uur | Argentinië                                        | 4 – 0 | Mexico | Alamodome, San Antonio Toeschouwers: 56.611 Scheidsrechter: Héctor Said Martinez (HON) |
| 11 september Vriendschappelijk № 981 «onderlinge duels» 20:30 uur | Lautaro Martínez 17', 22' 39' Leandro Paredes 33' |       |        | Alamodome, San Antonio Toeschouwers: 56.611 Scheidsrechter: Héctor Said Martinez (HON) |

|                                                                |                                  |       |                                    |                                                                                       |
| 9 oktober Vriendschappelijk № 982 «onderlinge duels» 20:45 uur | Duitsland                        | 2 – 2 | Argentinië                         | Signal Iduna Park, Dortmund Toeschouwers: 45.197 Scheidsrechter: Clément Turpin (FRA) |
| 9 oktober Vriendschappelijk № 982 «onderlinge duels» 20:45 uur | Serge Gnabry 15' Kai Havertz 22' |       | Lucas Alario 66' Lucas Ocampos 86' | Signal Iduna Park, Dortmund Toeschouwers: 45.197 Scheidsrechter: Clément Turpin (FRA) |

|                                                                |                |       | |                                                                        |
| 13 oktober Vriendschappelijk № 983 «onderlinge duels» 9:00 uur | Ecuador        | 1 – 6 | Argentinië | Estadio Manuel Martínez Valero, Elx Scheidsrechter: Luca Barbeno (SMR) |
| 13 oktober Vriendschappelijk № 983 «onderlinge duels» 9:00 uur | Ángel Mena 49' |       | Lucas Alario 20', Jhon Espinoza 27', Leandro Paredes 32', Germán Pezzella 66', Nicolás Domínguez 82', Lucas Ocampos 86' | Estadio Manuel Martínez Valero, Elx Scheidsrechter: Luca Barbeno (SMR) |

|                                                                  |                                      |       |                                            |                                                                                         |
| 18 november Vriendschappelijk № 985 «onderlinge duels» 21:00 uur | Argentinië                           | 2 – 2 | Uruguay                                    | Bloomfieldstadion, Tel Aviv Toeschouwers: 29.000 Scheidsrechter: Roi Reinshreiber (ISR) |
| 18 november Vriendschappelijk № 985 «onderlinge duels» 21:00 uur | Sergio Agüero 63' Lionel Messi 90+1' |       | Edinson Cavani 34' Luis Alberto Suárez 68' | Bloomfieldstadion, Tel Aviv Toeschouwers: 29.000 Scheidsrechter: Roi Reinshreiber (ISR) |

AUF · A-internationals · Selecties · Bondscoaches · Argentijns vrouwenelftal · Olympisch elftal · Argentinië U21 · Argentinië U20 · Argentinië U19 · Argentinië U18 · Argentinië U17
1900 – 1909 ·
1910 – 1919 ·
1920 – 1929 ·
1930 – 1939 ·
1940 – 1949 ·
1950 – 1959 ·
1960 – 1969 ·
1970 – 1979 ·
1980 – 1989 ·
1990 – 1999 ·
2000 – 2009 ·
2010 – 2019 ·
2020 − 2029
WK 1930 · 
WK 1934 · 
WK 1958 · 
WK 1962 · 
WK 1966 · 
WK 1974 · 
WK 1978 · 
WK 1982 · 
WK 1986 · 
WK 1990 · 
WK 1994 · 
WK 1998 · 
WK 2002 · 
WK 2006 · 
WK 2010 · 
WK 2014 · 
WK 2018 ·
WK 2022
OS 1928 · 
OS 1988 · 
OS 1996 · 
OS 2004 · 
OS 2008 · 
OS 2016 · 
OS 2020
1902 · 
1903 · 
1904 · 
1905 · 
1906 · 
1907 · 
1908 · 
1909 ·
1910 · 
1911 · 
1912 · 
1913 · 
1914 · 
1915 · 
1916 · 
1917 · 
1918 · 
1919 ·
1920 · 
1921 · 
1922 · 
1923 · 
1924 · 
1925 · 
1926 · 
1927 · 
1928 · 
1929 ·
1930 · 
1931 · 
1932 · 
1933 · 
1934 · 
1935 · 
1936 · 
1937 · 
1938 · 
1939 ·
1940 · 
1941 · 
1942 · 
1943 · 
1944 · 
1945 · 
1946 · 
1947 · 
1948 · 1949 · 
1950 · 
1951 · 
1952 · 
1953 · 
1954 · 
1955 · 
1956 · 
1957 · 
1958 · 
1959 ·
1960 · 
1961 · 
1962 · 
1963 · 
1964 · 
1965 · 
1966 · 
1967 · 
1968 · 
1969 ·
1970 · 
1971 · 
1972 · 
1973 · 
1974 · 
1975 · 
1976 · 
1977 · 
1978 · 
1979 ·
1980 · 
1981 · 
1982 · 
1983 · 
1984 · 
1985 · 
1986 · 
1987 · 
1988 · 
1989 ·
1990 ·
1991 · 
1992 · 
1993 · 
1994 · 
1995 · 
1996 · 
1997 · 
1998 · 
1999 · 
2000 · 
2001 · 
2002 · 
2003 · 
2004 · 
2005 · 
2006 · 
2007 · 
2008 · 
2009 · 
2010 · 
2011 · 
2012 · 
2013 · 
2014 ·
2015 ·
2016 ·
2017 ·
2018 ·
2019 ·
2020 ·
2021 ·
2022 ·
2023
Albanië ·
Algerije ·
Angola ·
Australië ·
België ·
Bolivia ·
Bosnië en Herzegovina · 
Brazilië ·
Bulgarije ·
Canada ·
Chili ·
China ·
Colombia ·
Costa Rica · 
Curaçao ·
Denemarken ·
DDR ·
Duitsland ·
Ecuador ·
Egypte ·
El Salvador ·
Engeland ·
Estland ·
Frankrijk ·
Ghana ·
Griekenland ·
Guatemala ·
Haïti ·
Honduras ·
Hongarije ·
Hongkong ·
Ierland ·
IJsland ·
India ·
Indonesië ·
Irak ·
Iran ·
Israël ·
Italië ·
Ivoorkust ·
Jamaica ·
Japan ·
Joegoslavië ·
Kameroen ·
Kroatië ·
Libië ·
Litouwen · 
Marokko ·
Mexico ·
Nederland ·
Nicaragua ·
Nigeria ·
Noord-Ierland ·
Noorwegen ·
Oostenrijk ·
Panama ·
Paraguay ·
Peru ·
Polen ·
Portugal · 
Qatar ·
Roemenië ·
Rusland · 
Saoedi-Arabië · 
Schotland ·
Servië en Montenegro ·
Singapore ·
Slovenië ·
Slowakije ·
Sovjet-Unie ·
Spanje ·
Trinidad en Tobago ·
Tsjecho-Slowakije ·
Tunesië ·
Uruguay ·
Venezuela ·
Verenigde Arabische Emiraten ·
Verenigde Staten ·
Wales ·
Wit-Rusland · 
Zuid-Afrika ·
Zuid-Korea ·
Zweden ·
Zwitserland
Australië (2022) ·
België (2014) ·
Bosnië en Herzegovina (2014) ·
Brazilië (1982) ·
Brazilië (2005) ·
Denemarken (1995) ·
Duitsland (2006) ·
Duitsland (2014) ·
Frankrijk (2018) ·
Frankrijk (2022) ·
IJsland (2018) ·
Iran (2014) ·
Italië (1982) ·
Ivoorkust (2006) ·
Kroatië (2018) ·
Kroatië (2022) ·
Mexico (2006) ·
Nederland (1978) ·
Nederland (2006) ·
Nederland (2014) ·
Nederland (2022) ·
Nigeria (2010) ·
Nigeria (2014) ·
Nigeria (2018) ·
Saoedi-Arabië (1992) ·
Saoedi-Arabië (2022) · 
Servië en Montenegro (2006) ·
West-Duitsland (1986) · West-Duitsland (1990) ·
Zwitserland (2014)
AFC-zone: Afghanistan · Australië · Bahrein · Bangladesh · Bhutan · Brunei · Cambodja · China · Chinees Taipei · Filipijnen · Guam · Hongkong · India · Indonesië · Iran · Irak · Japan · Jemen · Jordanië · Koeweit · Kirgizië · Laos · Libanon · Macau · Maleisië · Maldiven · Mongolië · Myanmar · Nepal · Noord-Korea · Oezbekistan · Oman · Oost-Timor · Pakistan · Palestina · Qatar · Saoedi-Arabië · Singapore · Sri Lanka · Syrië · Tadjikistan · Thailand · Turkmenistan · Verenigde Arabische Emiraten · Vietnam · Zuid-Korea

CAF-zone: Algerije · Angola · Benin · Botswana · Burkina Faso · Burundi · Centraal-Afrikaanse Republiek · Comoren · Congo-Brazzaville · Congo-Kinshasa · Djibouti · Egypte · Equatoriaal-Guinea · Eritrea · Ethiopië · Gabon · Gambia · Ghana · Guinee · Guinee-Bissau · Ivoorkust · Kaapverdië · Kameroen · Kenia · Lesotho · Liberia · Libië · Madagaskar · Malawi · Mali · Mauritanië · Mauritius · Marokko · Mozambique · Namibië · Niger · Nigeria · Oeganda · Rwanda · Sao Tomé en Principe · Senegal · Seychellen · Sierra Leone · Soedan · Somalië · Swaziland · Tanzania · Togo · Tsjaad · Tunesië · Zambia · Zimbabwe · Zuid-Afrika · Zuid-Soedan 

CONCACAF-zone: Amerikaanse Maagdeneilanden · Anguilla · Antigua en Barbuda · Aruba · Bahama's · Barbados · Belize · Bermuda · Britse Maagdeneilanden · Canada · Kaaimaneilanden · Costa Rica · Cuba · Curaçao · Dominica · Dominicaanse Republiek · El Salvador · Frans Guyana · Grenada · Guadeloupe · Guatemala · Guyana · Haïti · Honduras · Jamaica · Martinique · Mexico · Montserrat · 
Nicaragua · Panama · Puerto Rico · Saint Kitts en Nevis · Saint Lucia · Saint Vincent en de Grenadines · Sint Maarten · Suriname · Trinidad en Tobago · Turks- en Caicoseilanden · Verenigde Staten

CONMEBOL-zone: Argentinië · Bolivia · Brazilië · Chili · Colombia · Ecuador · Paraguay · Peru · Uruguay · Venezuela

OFC-zone: Amerikaans-Samoa · Cookeilanden · Fiji · Nieuw-Caledonië · Nieuw-Zeeland · Papoea-Nieuw-Guinea · Samoa · Salomoneilanden · Tahiti · Tonga · Vanuatu

UEFA-zone: Albanië · Andorra · Armenië · Azerbeidzjan · België · Bosnië en Herzegovina · Bulgarije · Cyprus · Denemarken · Duitsland · Engeland · Estland · Faeröer · Finland · Frankrijk · Georgië · Gibraltar · Griekenland · Hongarije · IJsland · Ierland · Israël · Italië · Kazachstan · Kosovo · Kroatië · Letland · Liechtenstein · Litouwen · Luxemburg · Macedonië · Malta · Moldavië · Montenegro · Nederland · Noord-Ierland · Noorwegen · Oekraïne · Oostenrijk · Polen · Portugal · Roemenië · Rusland · San Marino · Schotland · Servië · Slovenië · Slowakije · Spanje · Tsjechië · Turkije · Wales · Wit-Rusland · Zweden · Zwitserland